# My Zen TV
 (mai 2009).
Si vous disposez d'ouvrages ou d'articles de référence ou si vous connaissez des sites web de qualité traitant du thème abordé ici, merci de compléter l'article en donnant les références utiles à sa vérifiabilité et en les liant à la section « Notes et références ».
MyZen TV est une chaîne de télévision française dédiée au bien-être et lancée le 23 janvier 2008.

## Historique
La chaîne est lancée début 2008 sous le nom MelodyZen.tv. Avec Télé Melody et Grand Lille TV, elle est l'une des trois chaînes éditées par le groupe Melody dont le PDG est Bruno Lecluse.
En 2008, la chaîne est primée aux Hot Bird TV Awards dans la catégorie « meilleure chaîne haute définition de l'année ».
En avril 2009, la chaîne dénommée MelodyZen change de nom et devient myZen.tv.
En décembre 2010, la chaîne myZen.tv lance pour la première fois en France une chaîne 3D native en  linéaire sur Free.
En avril 2017, la chaîne arrive sur les bouquets CANAL+ en remplacement de la chaîne MCS Bien-être et a disparu des offres CANAL+ le 31 décembre 2020.
Selon le fournisseur d'accès à Internet (FAI) auquel l'abonné est inscrit, l'accès à la chaîne est inclus dans un abonnement mensuel payant (ainsi dans le cas de Free, en option, ou par CANAL Panorama).

## Identité visuelle

### Logos

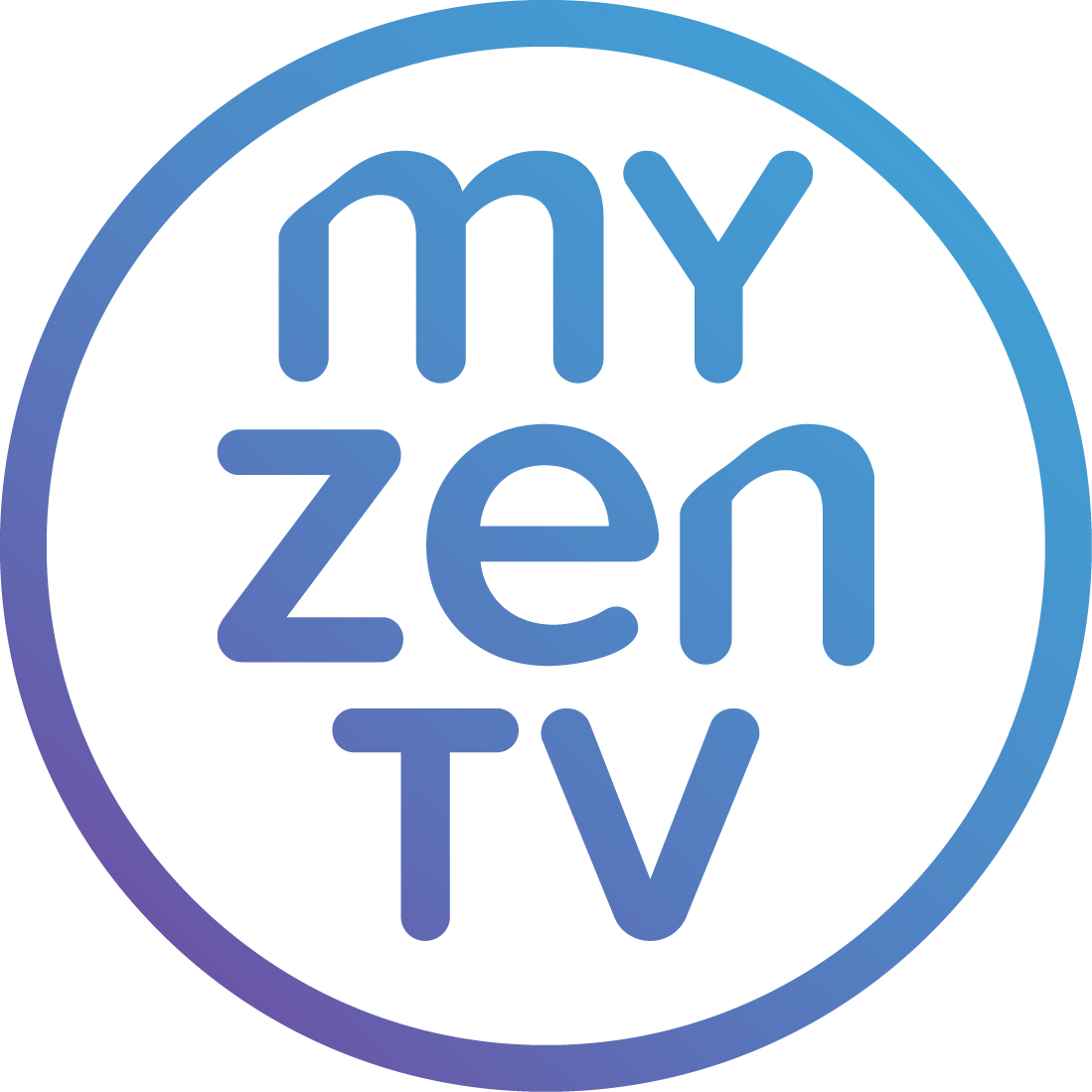
Logo de My Zen TV depuis 2016

### Slogans
« My Zen TV: Live Better! »

## Programmes
Cette chaîne a pour thématique le bien-être. Elle entend proposer au téléspectateur plusieurs méthodes de relaxation autour de sept grandes thématiques (« respiration », « automassage », « visualisation », « étirements » ou encore « aide au sommeil »).
Elle diffuse des paysages paradisiaques sous la forme de clips vidéo haute définition (1920*1080) d'une durée unitaire de quatre minutes puis propose au téléspectateur d'associer une piste audio : 
- myZen.tv Coaching en français : diffusion des clips avec des exercices de relaxation proposées par un coach
- myZen.tv Coaching en anglais : diffusion des clips avec des exercices de relaxation proposées par un coach
- myZen.tv Coaching en turc : diffusion des clips avec des exercices de relaxation proposées par un coach
- myZen.tv Coaching en portugais : diffusion des clips avec des exercices de relaxation proposées par un coach
- myZen.tv Music : diffusion des clips avec un mixage des sons de la nature avec une musique douce et relaxante
- myZen.tv Nature : diffusion des clips avec les sons relaxants

## Au Québec
MyZen.tv a été ajouté dans la liste canadienne des services par satellite admissibles à une distribution en mode numérique du CRTC le 28 octobre 2010. À l'été 2011, une sélection d'émissions de MyZen.tv a été ajoutée sous forme de forfaits payants, en anglais et en français, dans le service de vidéo sur demande de Vidéotron, qui en a fait la demande.